# Štola Jarnice
Přírodní památka Štola Jarnice byla vyhlášena v roce 2011, nachází se na katastrální území Týnčany (0,5 km sv. od obce) v okrese Příbram. Památka zahrnuje stejnojmennou EVL (pod číslem CZ0213615), vyhlášenou v roce 2005. Lokalita spadá do geomorfologického celku Benešovská pahorkatina.

## Předmět ochrany

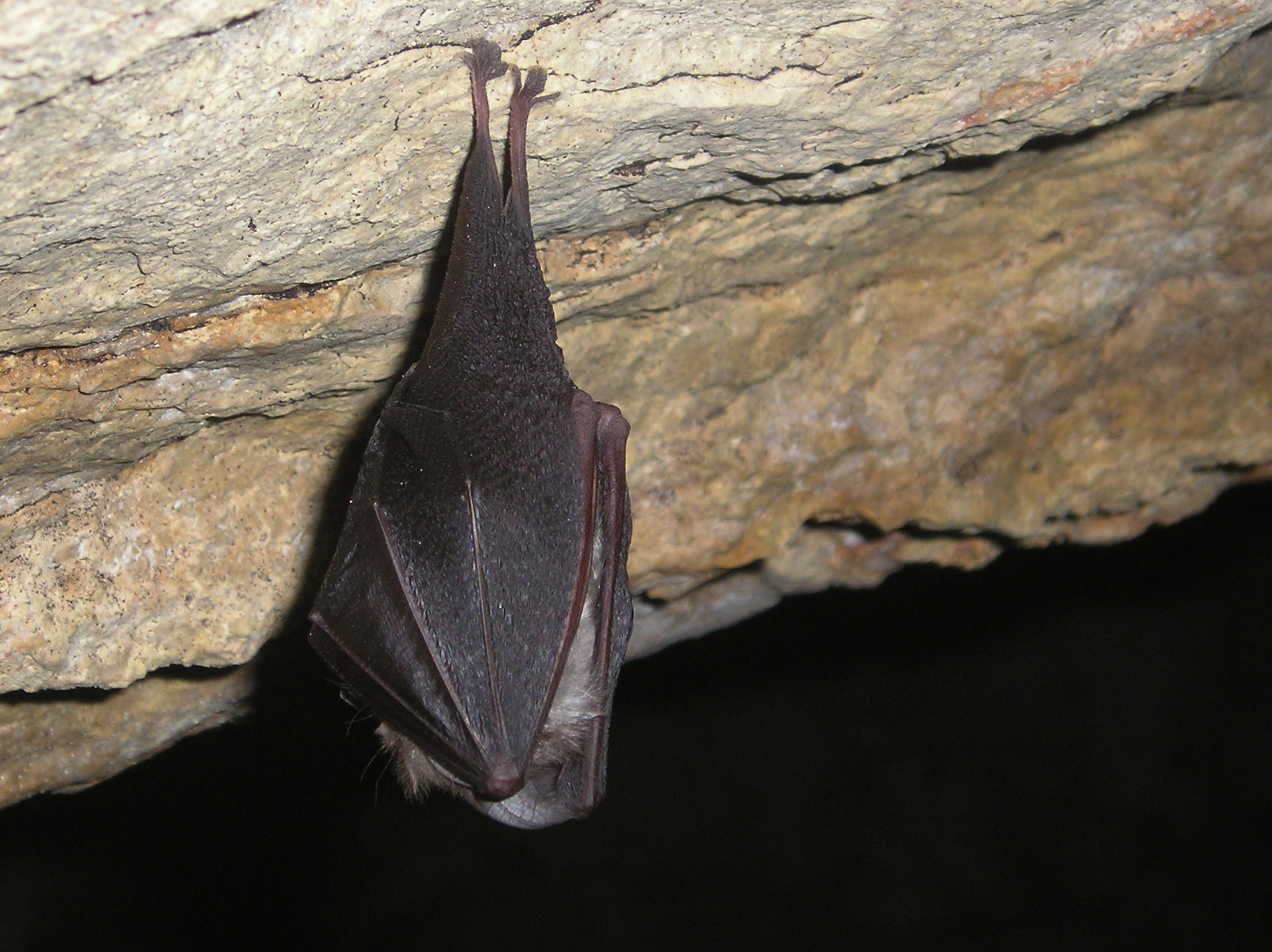
Vrápenec malý (ilustrační fotografie)

Hlavním předmětem ochrany je místní populace vrápence malého (Rhinolophus hipposideros), která využívá podzemní prostory jako zimoviště. Do ochrany je zahrnuta nejen průzkumná štola, ale též menší jeskyně, krasové dutiny a Velikonoční jeskyně, přirozená podzemní dutina vzniklá krasovým rozpouštěním krystalického vápence sedlčansko-krásnohorského metamorfovaného ostrova.